# نه جسدی، نه جرمی
«نه جسدی، نه جُرمی» (انگلیسی: No Body, No Crime) ترانه‌ای است که توسط خواننده-ترانه‌سرای آمریکایی تیلور سوئیفت نوشته و ضبط شده‌است. این ترانه توسط آرون دسنر تهیه شده‌است، و با حضور آوازهای گروه موسیقی راک آمریکایی هایم ضبط شده‌است. این ترانه ششمین قطعه از نهمین آلبوم استودیویی سوئیفت با عنوان همیشگی (۲۰۲۰) است، که در ۱۱ دسامبر ۲۰۲۰ از طریق ریپابلیک رکوردز منتشر شد. «نه جسدی، نه جرمی» در ۱۱ ژانویه ۲۰۲۱ به عنوان دومین تک‌آهنگ آلبوم از رادیو کانتری پخش شد.
«نه جسمی، نه جرمی» با وجود اینکه تک‌آهنگ نبود، در شماره ۳۴ در بیلبورد هات ۱۰۰ اولین حضور خود را نشان داد. این آهنگ همچنین در شماره دو در جدول آهنگ‌های بیلبورد هات کانتری ظاهر شد، و دومین ۱۰ رتبه برتر سال ۲۰۲۰ سوئیفت، پس از «بتی» و اولین حضور هایم در این جدول بود.
در انگلستان، «نه جسمی، نه جرمی» در نمودار جدول انگلستان، در شماره ۱۹ قرار گرفت. این ترک همچنین در ۲۰ رتبه برتر در کانادا، ایرلند و استرالیا به ترتیب با ۱۱، ۱۱ و ۱۶ به اوج خود رسید.

## پیش زمینه و انتشار
این ترانه اولین همکاری بین سوئیفت و هایم بود. این ترانه توسط سوئیفت بر روی یک گیتار نوشته شده‌است. او صدای خود به را برای آرون دسنر، تهیه‌کننده آلبوم همیشگی، که توانست ترانه را با سازهای مختلف گسترش دهد پیش برد. سوئیفت ایده‌های خاصی در مورد اینکه چگونه می‌خواهد آهنگ را احساس کند داشت، از جمله آوازهای گروه‌هایم بر روی این آهنگ. خواهران‌هایم در استودیوی خانگی آریل رچتشاید در لس آنجلس صدای خودشان را ضبط کردند، و آن را به سوئیفت فرستادند که در استودیوی لانگ پاند دسنر بود و از فولکلور: جلسات استودیوی لانگ پاند (۲۰۲۰) فیلمبرداری می‌کرد. ریف‌های هارمونیکا و گیتار روی این ترانه توسط جاش کافمن هست که هارمونیکا را نیز در «بتی» (۲۰۲۰) که چهاردهمین آهنگ در فولکلور بود، زد. جی تی بیتس در «جسدی نیست، جرمی نیست»، که همچنین درام در «دوروثی»، آهنگ هشتم در همیشگی بود کمک کرد.
آثار کلاسیک او در حال چرخش هستند. من دوست دارم که موسیقی جدیدی از او داشته باشیم که به اندازه کافی برای قالب کشور در نظر گرفته شود. تیلور هرگز کشور را ترک نکرد. او ستاره ای است که با اینکه فقط قطعه ای که این کشور را در اختیار دارد، فرصتی برای تصرف ۱۰۰٪ جهان و همه ژانرها داشته‌است.— مدیر برنامه‌ریزی در WJVC ناسو، نیویورک، مجله بیلبورد
در ۱۰ دسامبر ۲۰۲۰، سوئیفت فهرست آهنگ همیشگی را منتشر کرد جایی که "نه جسدی، نه جرمی" در جایگاه ششم قرار گرفت؛ این آلبوم در ۱۱ دسامبر ۲۰۲۰ منتشر شد. ام سی ای نشویل "نه جسدی، نه جرمی " را در ۱۱ ژانویه ۲۰۲۱ در ایستگاه‌های رادیویی کشور ایالات متحده منتشر کرد.

## تاریخچه انتشار
| منطقه        | تاریخ          | فرمت         | ناشر                         | منا.  |
| ------------ | -------------- | ------------ | ---------------------------- | ----- |
| ایالات متحده | ۱۱ ژانویه ۲۰۲۱ | رادیو کانتری | ریپابلیک رکوردز ام‌سی‌ای نشویل | [ ۵ ] |